# Psychoda simplex
Psychoda simplex är en tvåvingeart som beskrevs av Satchell 1954. Psychoda simplex ingår i släktet Psychoda och familjen fjärilsmyggor. Inga underarter finns listade i Catalogue of Life.